# Bălăneasa
Bălăneasa – wieś w Rumunii, w okręgu Bacău, w gminie Livezi. W 2011 roku liczyła 1099 mieszkańców.